# Sergio Badilla Castillo
Pour les articles homonymes, voir Castillo.
Badilla Castillo est un poète chilien, fondateur du mouvement transréaliste dans la poésie contemporaine.

## Biographie
Badilla Castillo est né à Valparaíso, port le plus important du Chili, le 30 novembre 1947. Il est diplômé en journalisme de l’université du Chili en 1972. De son père qui était marin, Badilla Castillo a obtenu sa motivation nomade. Il a étudié également à l'université de Stockholm, où il a reçu un diplôme en méthodologie de l'anthropologie sociale.
Badilla Castillo a travaillé presque treize ans à Radio Suède international, comme journaliste dans le domaine de la culture, ce qui l'amènera à être respecté comme traducteur de poésie suédoise, scandinave, anglaise et américaine.
Badilla Castillo a voyagé en Europe entière, en Afrique du Nord et au Moyen-Orient pendant les vingt années qu’il a passé en Scandinavie. Il s’est établi pour une brève période en Roumanie en 1975, intéressé par la mythologie de cette région.
Badilla Castillo a travaillé aussi comme journaliste et professeur d'université pendant plusieurs années, quand il est retourné au Chili en 1993. En Suède, ses poésies ont été incluses dans la première anthologie de poésie chilienne éditée par les éditions Bonniers, en 1991.

## Œuvres
Le premier livre de poésie de Badilla, Parmi le béton et la pâture (1973), a été imprimé, par lui-même, à Valparaíso, dans une édition très limitée. En 1980 son deuxième livre, Descendez de ma branche — une collection de narrations brèves — publié à Boras, en Suède, a été bien reçu par la critique.
De 1981 à 1987, il publie trois livres influencés par l’atmosphère scandinave : Le Logement du signe, Chanson onirique et Réverbérations des pierres aquatiques.
Aussi bien étant un poète productif pendant cette période il est devenu également un traducteur reconnu de différentes langues nordiques : suédois, finnois, mais également, d'anglais, français et poésie latine.
La matière première de Badilla a été souvent liée aux sujets mythologiques ou fabuleux, alors que plusieurs de ses poésies comportaient des légendes. Quand il est revenu au Chili en 1993, de retour d'exil, on perçoit une modification dans l’œuvre de Badilla Castillo, qui commence à écrire de façon beaucoup plus autobiographique.
Dans son livre Saga Nordique il a déjà complètement changé sa langue. C'est une période d'abondance en expérimentations avec des sujets légendaires dérivés des sagas mythologiques des Vikings. Badilla Castillo établira contact avec le transréalisme de Rudy Rucker pour explorer de manière approfondie les lieux et le temps.
Dans les volumes postérieurs de Badilla Castillo, tels que Le Regard craintif du bâtard (2003), et Poésies transréelles et quelques évangiles (2005)), on remarque la conversion des sphères de la réalité, créant une transformation presque illusoire, autant dans des mots, l'échange des endroits ou le changement de temps. Sa dernière poésie est très marquée par l'imaginaire avec l’emploi de nombreuses ruptures de temps et la perception immédiate d'une certaine réalité décrite, et remplie d'admiration pour le monde ordinaire.
Sergio Badilla Castillo réside à Santiago, et tout un chacun peut désormais se rendre compte de l'influence des paysages du Pacifique sud dans ses dernières poésies, bien que l'environnement reste symbolique et individuel.

## Publications
- 1980 : Descendez de ma branche Invandrarförlaget, Borås. Suède. (narration brèves)
- 1982 : Le Logement du signe. Éditions Bikupa. Stockholm. (Poésie)
- 1983 : Chanson onirique. Éditions LAR. Madrid. (Poésie)
- 1985 : Réverbérations des pierres aquatiques. Bikupa. Stockholm. (Poésie)
- 1989 : Terrenalis. Éditions Bikupa. Stockholm. (Poésie)
- 1996 : Saga nordique. Éditions Monteverdi. Santiago De Chili. (poésie)
- 2003 : Le Regard craintif du bâtard. Conseil Régional de Valparaiso. (poésie)
- 2005 : Poésies transréelles et quelques évangiles. Aura Latina. Santiago/ Stockholm. (poésie)
- 2009 : Ciudad Transreal. Meridian Editors. Smederevo. Serbia. (Edition bilingüe) (Poésie)
- 2010 : Ville Asiégée. Al Manar. Voix Vives de Méditerranée.France (poésíe)